# Grézillac
Grézillac é uma comuna francesa na região administrativa da Nova Aquitânia, no departamento da Gironda. Estende-se por uma área de 7,76 km². Em 2010 a comuna tinha 711 habitantes (densidade: 91,6 hab./km²).